# Teranci
Teranci (maced. Теранци) – wieś we wschodniej Macedonii Północnej, w gminie Czeszinowo-Obleszewo, niedaleko miasta Koczani.